# Église Notre-Dame-de-la-Délivrande du Morne-Rouge
 (juin 2021).
Si vous disposez d'ouvrages ou d'articles de référence ou si vous connaissez des sites web de qualité traitant du thème abordé ici, merci de compléter l'article en donnant les références utiles à sa vérifiabilité et en les liant à la section « Notes et références ».
L'église Notre-Dame-de-la-Délivrande est une église catholique située dans la commune du Morne-Rouge dans le département de la Martinique (France).
Elle est inscrite monument historique (France) depuis 2021.

## Historique

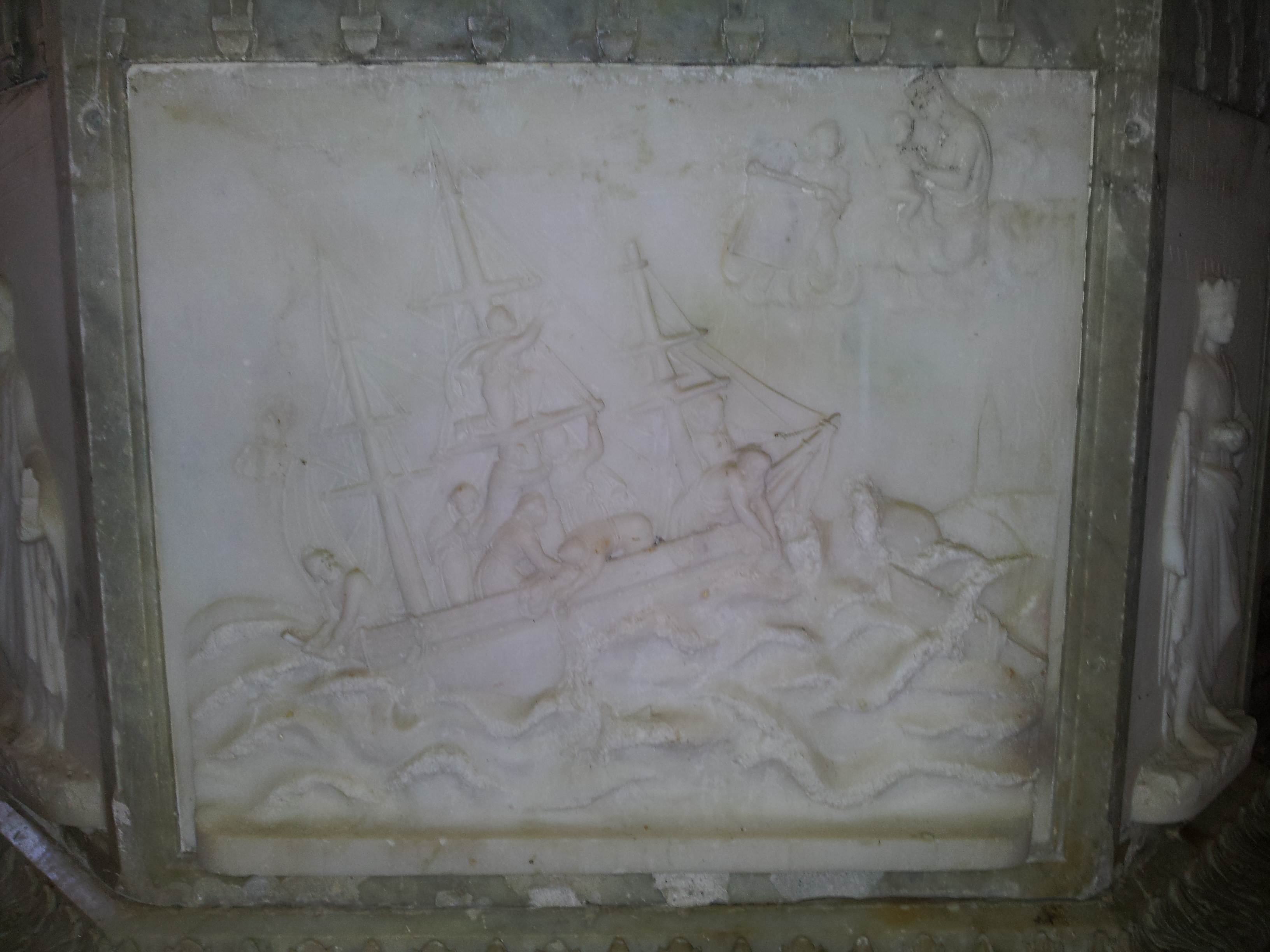
Vœu de Mgr le Herpeur à la Sainte Vierge lors de la tempête mettant en péril la traversée vers la Martinique, bas-relief de l'autel.

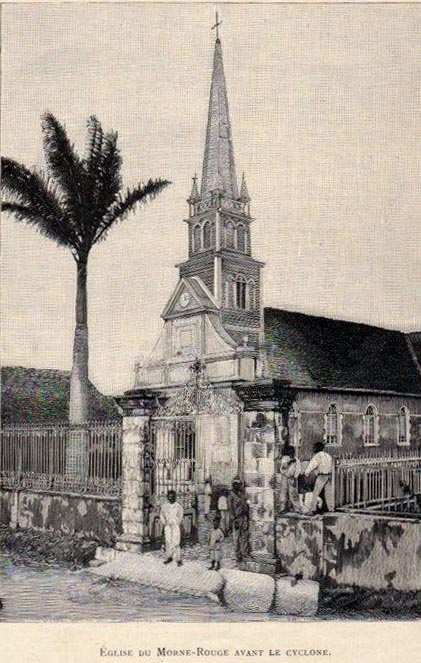
L'église de 1867 à 1891.

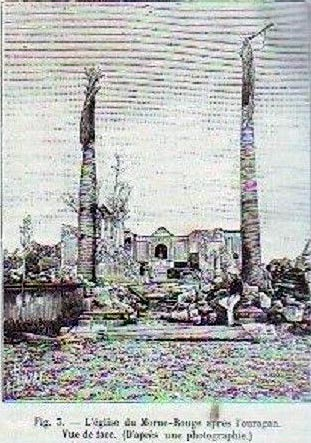
Ruines de l'église après le passage de l'ouragan du 18 août 1891.

En 1851, le conseil des colonies se décide à la création d'évêchés dans les Antilles Françaises pour y réorganiser la vie religieuse qui laisse trop à désirer. L'abbé Étienne-Jean-François Le Herpeur, curé à Bayeux en Normandie, qui accorde une grande dévotion à Notre-Dame de la Délivrande dont le célèbre sanctuaire se trouve à Douvres-la-Délivrande dans le Calvados, est proposé pour le nouvel évêché de la Martinique et agréé par le pape Pie IX le 3 février. Il part de la Délivrande, le cœur débordant de confiance envers Notre-Dame de la Délivrande. 
Le bateau qui emmène Monseigneur Le Herpeur, ainsi que des prêtres et des séminaristes, vers son nouveau diocèse, est pris dix jours durant dans une tempête. Une nuit, le capitaine fait avertir l'évêque de la gravité et de l'imminence du péril. Au plus fort de la tempête, Monseigneur Le Herpeur fait alors vœu à la Sainte Vierge, si le bateau échappe à la tempête, d'établir une église en Martinique à la Grande Patronne du diocèse de Bayeux et d'en établir le culte dans son nouveau diocèse. 
Le lendemain, 25 mars, fête de l'Annonciation de la Sainte-Vierge, la mer se calme. Monseigneur Le Herpeur arrive en Martinique le 25 avril, au moment où une épidémie de fièvre jaune se déclare à Saint-Pierre, siège du nouveau diocèse, et décime le clergé. L'évêque et les séminaristes, nouvellement arrivés et en danger d'être atteints, sont obligés de se réfugier sur les hauteurs proches de Saint-Pierre, au Morne-Rouge, dans une région boisée et peu peuplée dont le climat sain les met à l'abri de l'épidémie. Seuls restent en ville ceux qu'un long séjour aux Antilles a immunisé contre la fièvre jaune. De son lieu d'exil, l'évêque s'adresse avec confiance à la Vierge de la Délivrande et la prie pour les menacés. 
Décidé à remplir son vœu au plus vite, il cherche un terrain pour bâtir son église et on l'entend un jour s'écrier : « Je n'hésite plus, c'est ici que sera Notre-Dame-de-la-Délivrande ». La fièvre jaune disparait peu après, comme si la Vierge avait entendu les prières de son serviteur, et dès le mois de décembre, Monseigneur Le Herpeur peut revenir à Saint-Pierre d'où il publie le 13 décembre le décret suivant : « Considérant qu'il a plu à Notre Seigneur de répandre la dévotion à la Sainte Vierge dans toutes les paroisses et dans les cœurs de la Martinique […] La chapelle du Morne-Rouge portera désormais le titre de Notre-Dame de la Délivrande […] Nous voulons que la Mère de Dieu soit la Patronne, la Maîtresse, la Reine et la Mère du diocèse et de chacune des âmes qui nous sont confiées ». C'est l'origine du pèlerinage diocésain qu'il instaure le 13 décembre 1851.

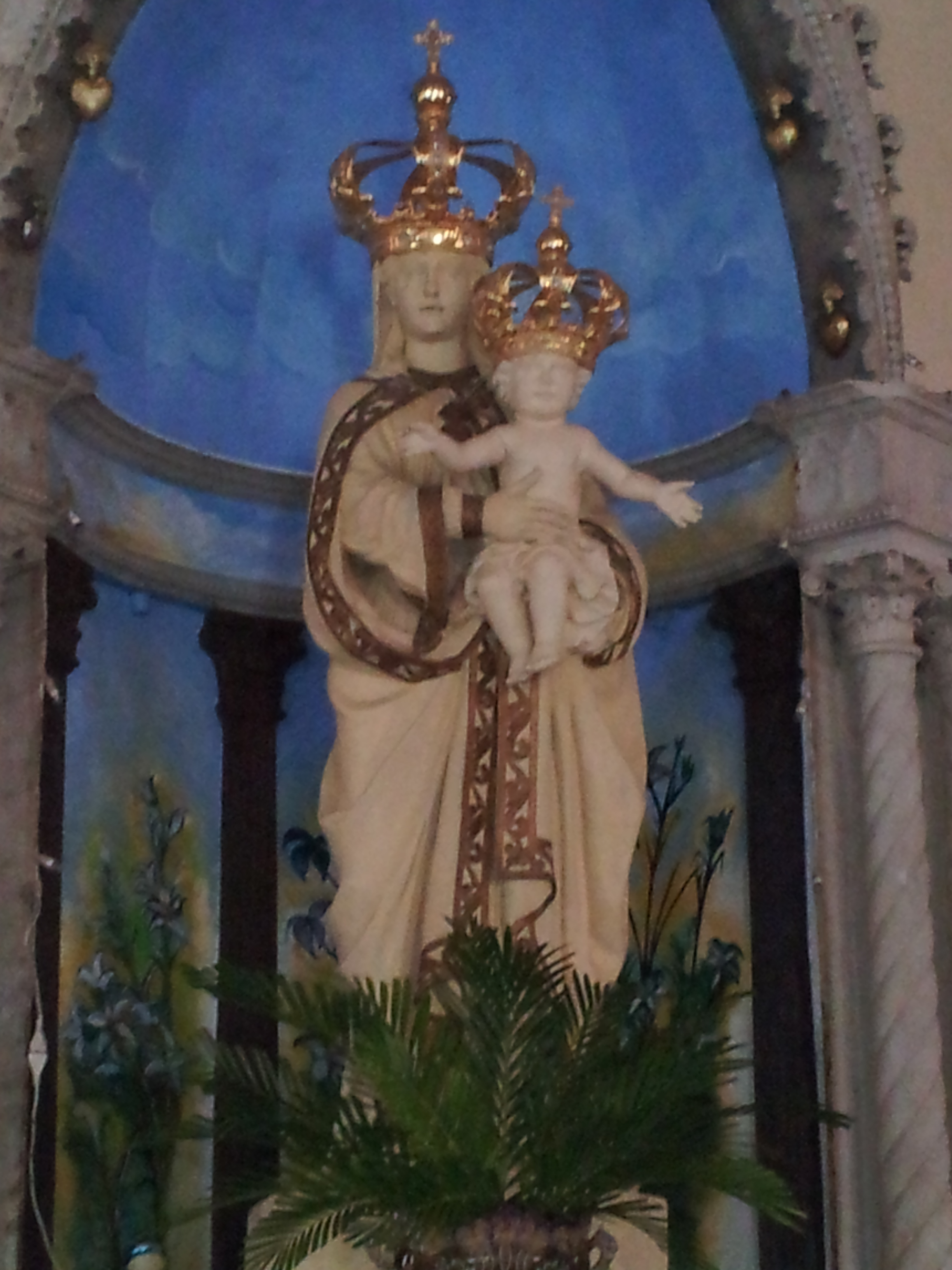
Notre-Dame de la Délivrande, 1852.

Le Morne-Rouge est érigé en paroisse par Monseigneur le Herpeur à la place de la modeste chapelle en bois  construite et dédiée à la Vierge Marie en 1844. Un don de Napoléon III et de l'impératrice Eugénie permet le lancement des travaux et l'édification d'une église en dur plus importante avec une grande nef, des transepts et un clocher.
Une statue de Notre-Dame de la Délivrande, commandée à un artiste normand par Monseigneur le Herpeur, arrive à la Martinique en février 1853 et son couronnement par Monseigneur Poirier, évêque de la Dominique, a lieu le 8 décembre 1868, date de l'achèvement des travaux de construction de l'église, en présence de 20 000 personnes. La couronne de la Vierge et de l'Enfant Jésus ont été bénies par le pape Pie IX et envoyées de Rome.
Le 18 août 1891, un ouragan terrible ravage la Martinique et l'église et le presbytère sont entièrement détruits, laissant intacte la seule statue. Une quête effectuée dans toutes les paroisses permet de reconstruire l'édifice en six mois en 1895 et d'y ajouter deux grandes nefs latérales. Bien que cela ne soit pas attesté, il est parfois admis que Pierre-Henri Picq a pu être l'architecte de cette reconstruction, car la façade de l'église actuelle est presque identique à celle qu'il a dessiné pour la revue Architecture–Salon de 1901. Le nouveau sanctuaire est béni le 3 mai 1897 par Monseigneur Carméné et consacré par Monseigneur de Cormont le 4 mars 1902. 

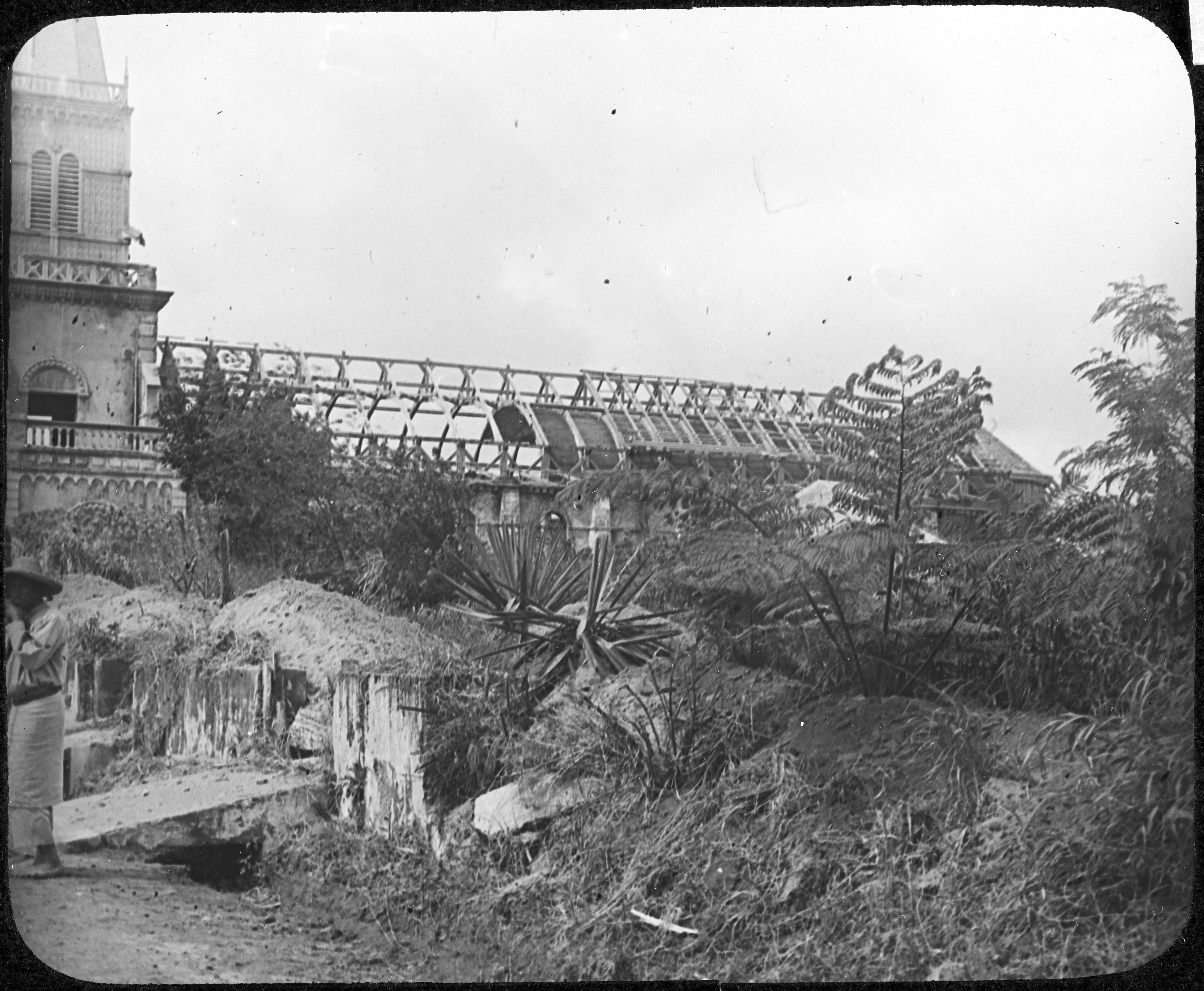
L'église sans toiture après l'éruption du 30 août 1902.

Cinq mois plus tard, le 30 août, l'éruption de la montagne Pelée ravage Le Morne-Rouge dans une nuée ardente qui tue 1 500 habitants, dont le père Mary, curé du village qui allait héroïquement porter secours aux gens qui s'étaient réfugiés dans le sanctuaire. Mais au milieu de l'embrasement général, la statue de Notre-Dame et une grande partie du sanctuaire demeurent intactes, l'édifice ne perdant que sa toiture et tout son mobilier. 
Des vols sacrilèges sont alors commis dans l'église ruinée (vases sacrés, cloches, confessionnaux, orgue, carrelage, et même la statue de Notre Dame de la Délivrande), heureusement récupérés par la suite. Il est donc décidé de mettre à l'abri la statue de Notre-Dame épargnée par l'éruption, qui est transportée en grande pompe dans le sanctuaire de la Redoute, près de Fort-de-France, en 1906. 
En 1907, le père Wechter est chargé de la reprise de la paroisse, ainsi que de la restauration de l'église, qui dure jusqu'en 1912 et qui se fait dans un style nouveau. La statue retrouve sa place dans l'église restaurée en 1912. En mémoire de la journée tragique du 30 août 1902, le pèlerinage diocésain est fixé au 30 août. L'Église Notre-Dame-de-la-Délivrande subit encore quelques dégâts lors de l'éruption de février 1929.

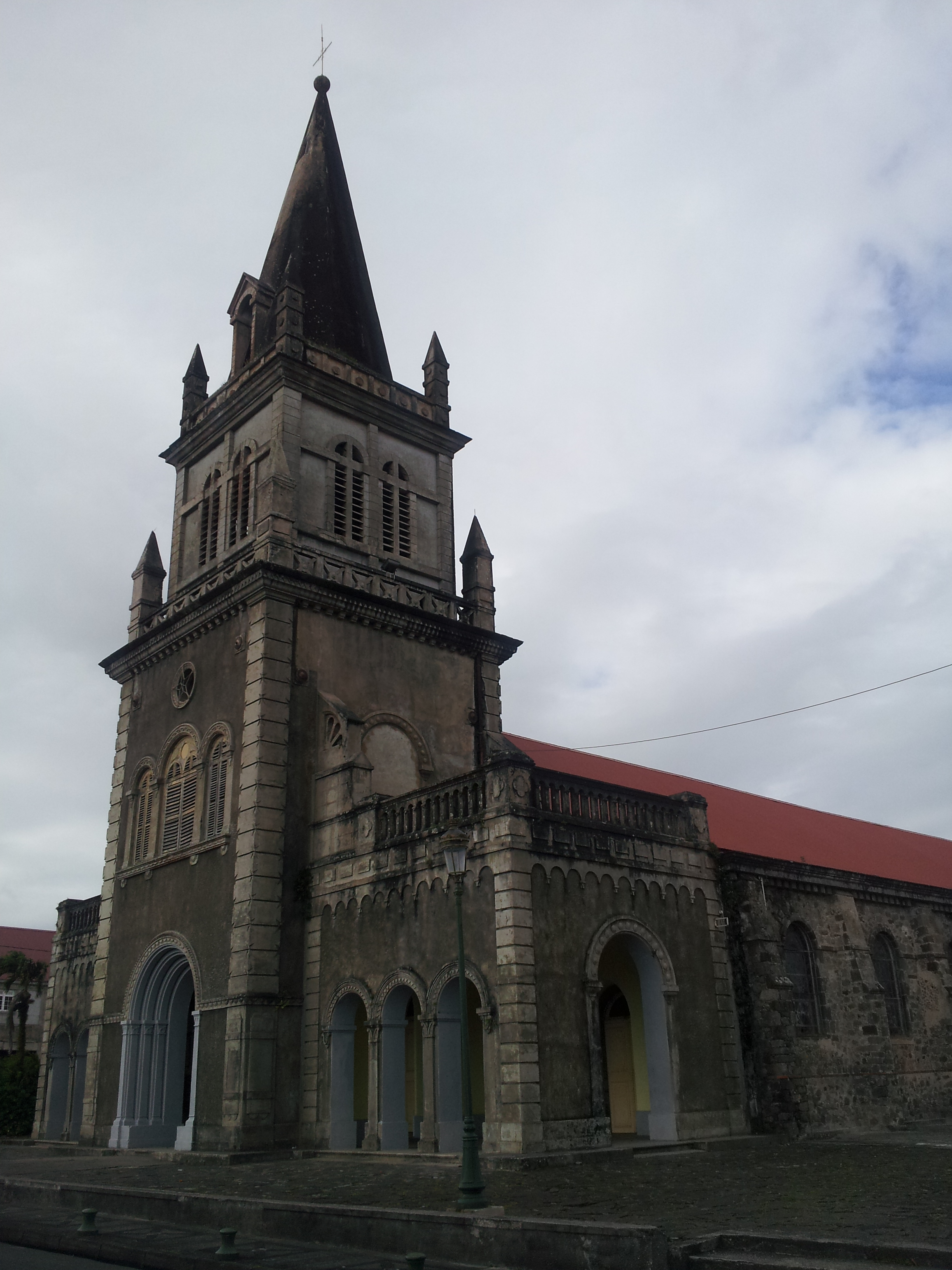
Clocher de l'église.
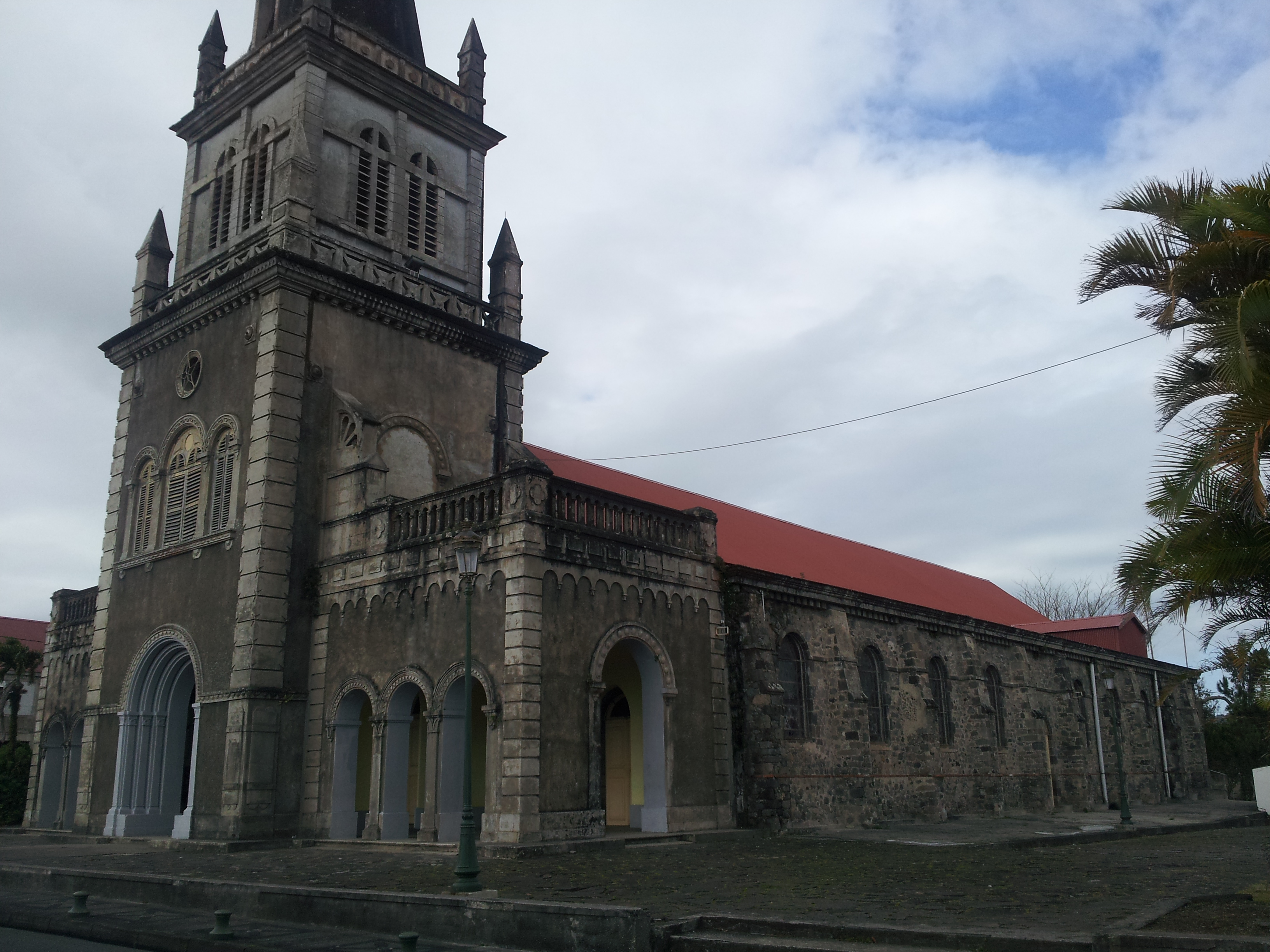
Côté droit de l'église.

## Intérieur

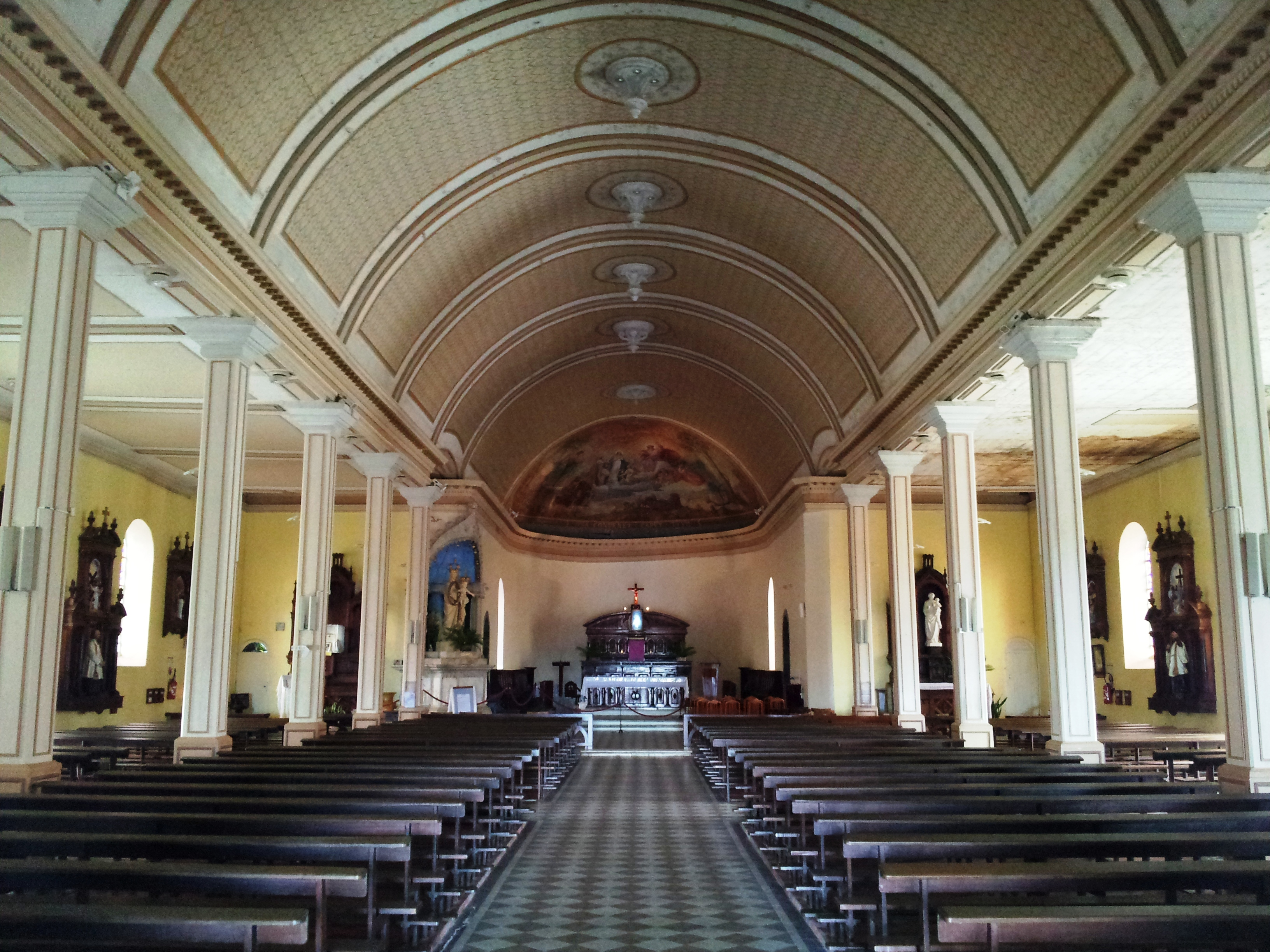
Intérieur de l'église.

L'intérieur de l'église est composé d'une grande nef couverte en berceau et de deux collatéraux. La nef comprend six travées encadrées de colonnes supportant les architraves sur lesquelles repose la voûte en berceau en bois peint de la nef. 
La nef se termine par une abside, qui abrite le chœur, décorée d'une immense fresque représentant la Vierge Marie en gloire aux pieds de Dieu le Père, protégeant la Martinique représentée par un palmier et la montagne Pelée en éruption. Le maître-autel, en marbre de Carrare, a été ajouté en 1897, grâce aux quêtes effectuées par Monseigneur de Cormont.
Les bas côtés sont couverts d'un plafond plat en bois peint. 
Il est à noter que l'autel latéral gauche est maintenant dédié au saint pape Jean-Paul II dont le sanctuaire conserve une relique dans un petit coffre doré. 

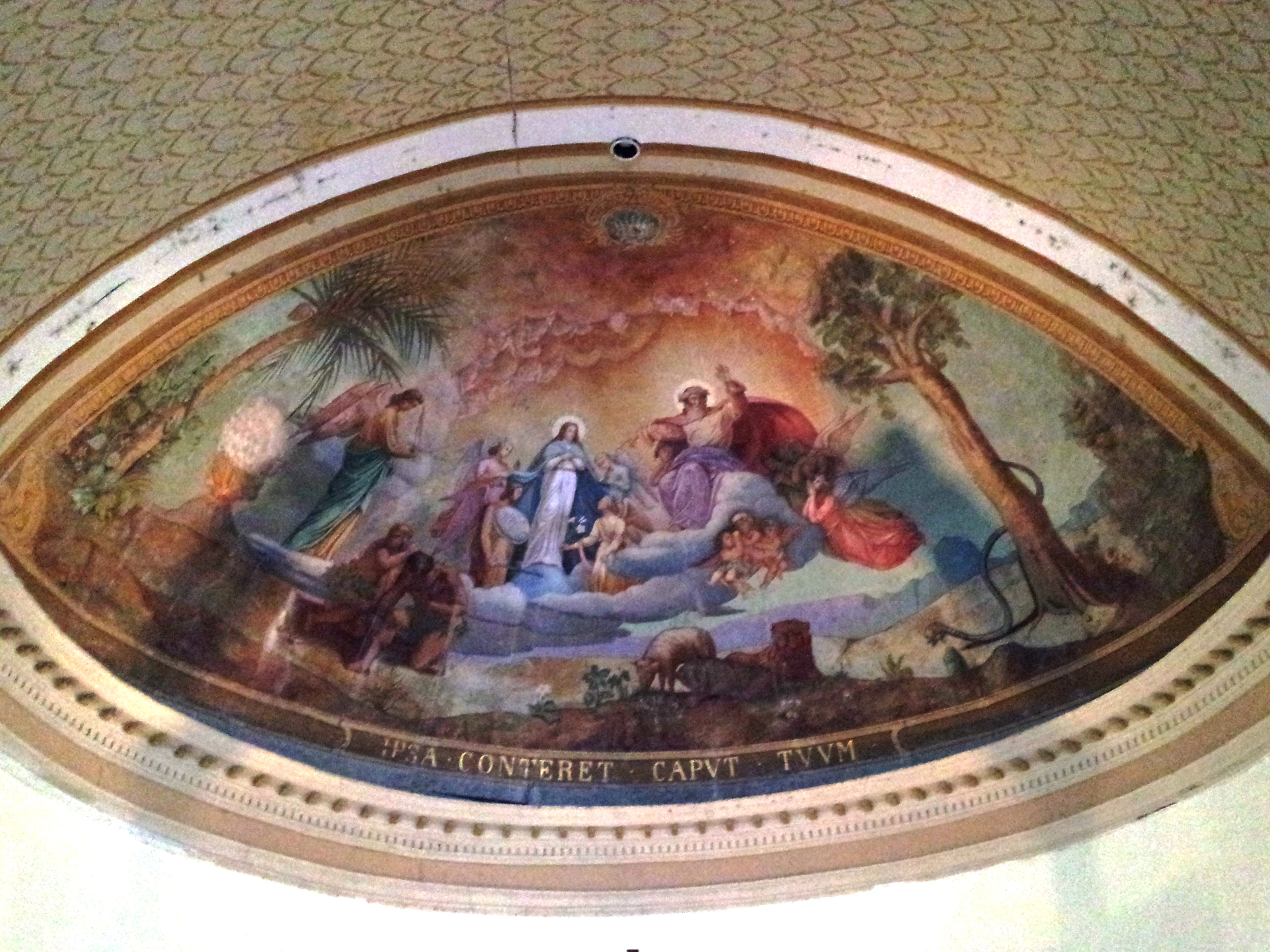
Abside peinte.
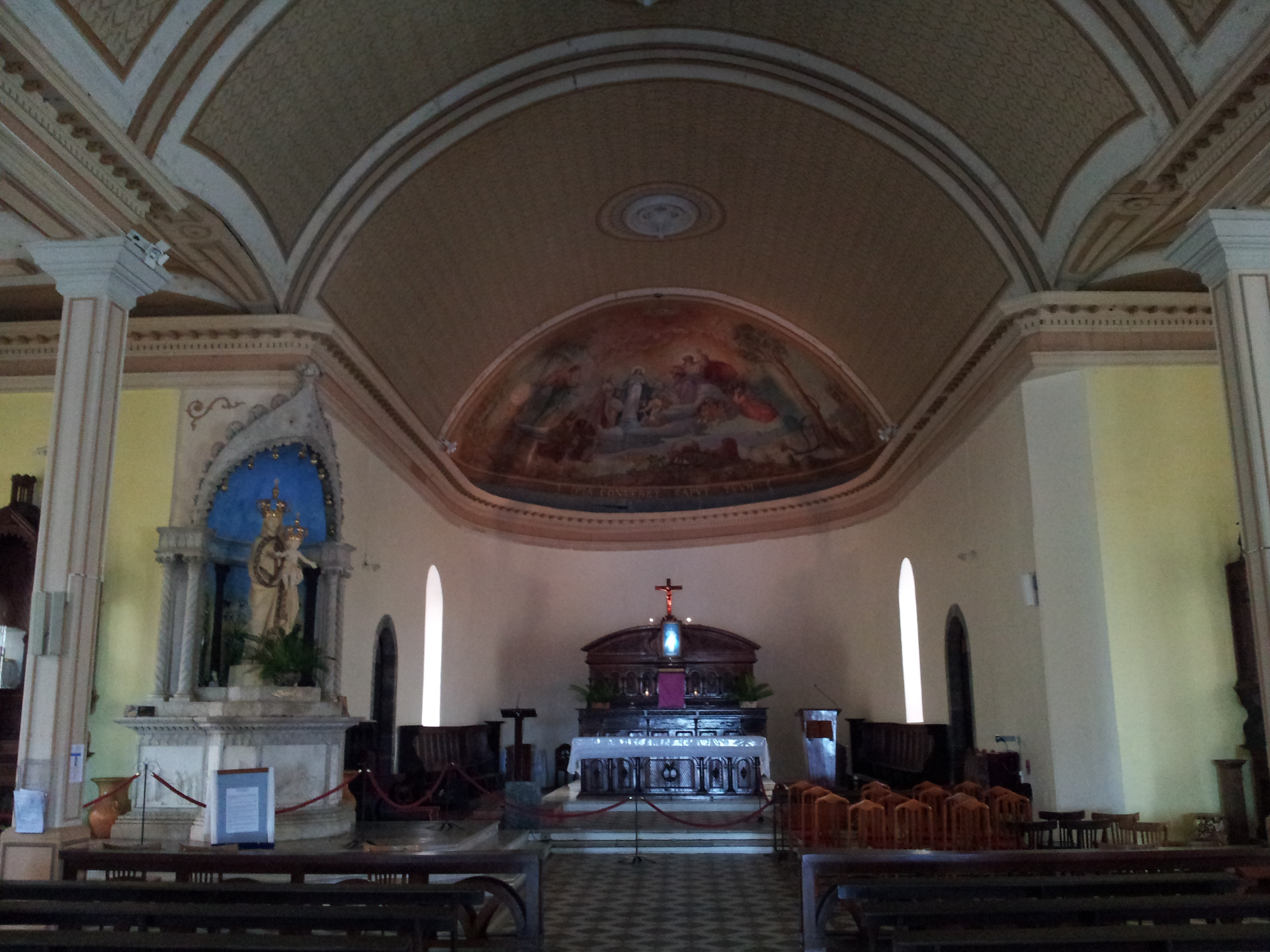
Chœur de l'église.
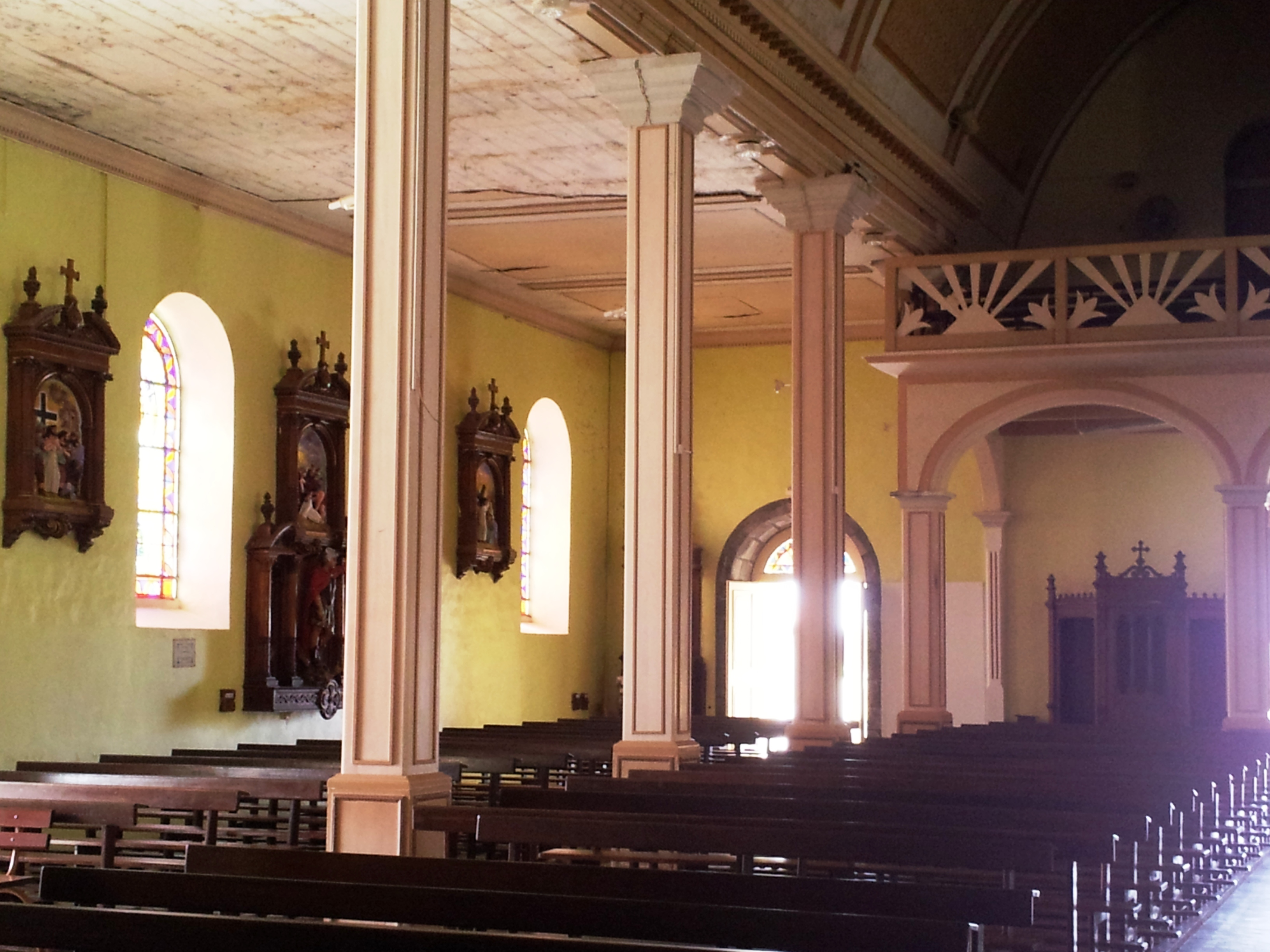
Bas-côté arrière droit.
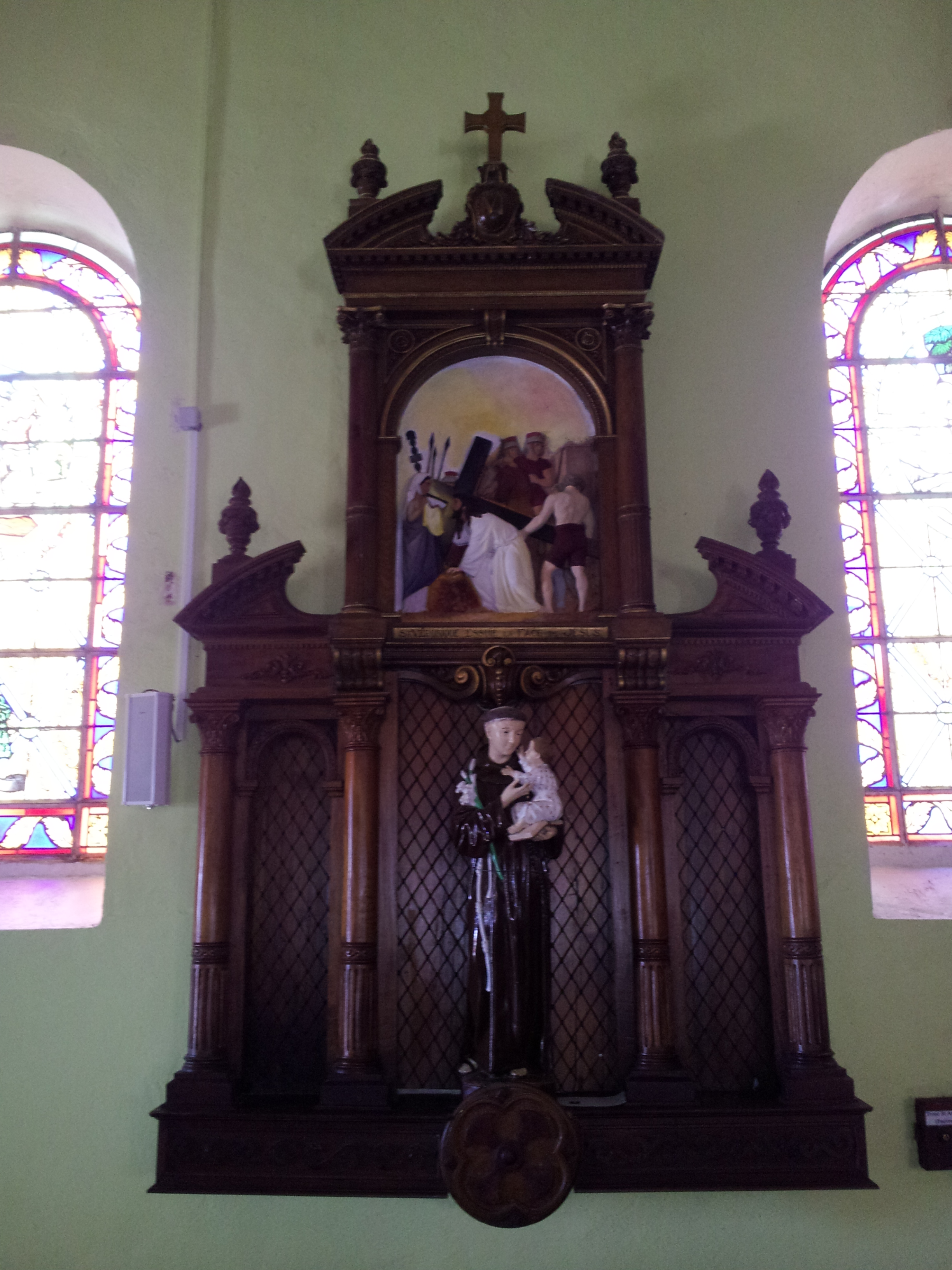
Chemin de croix avec statue de saint Antoine de Padoue.
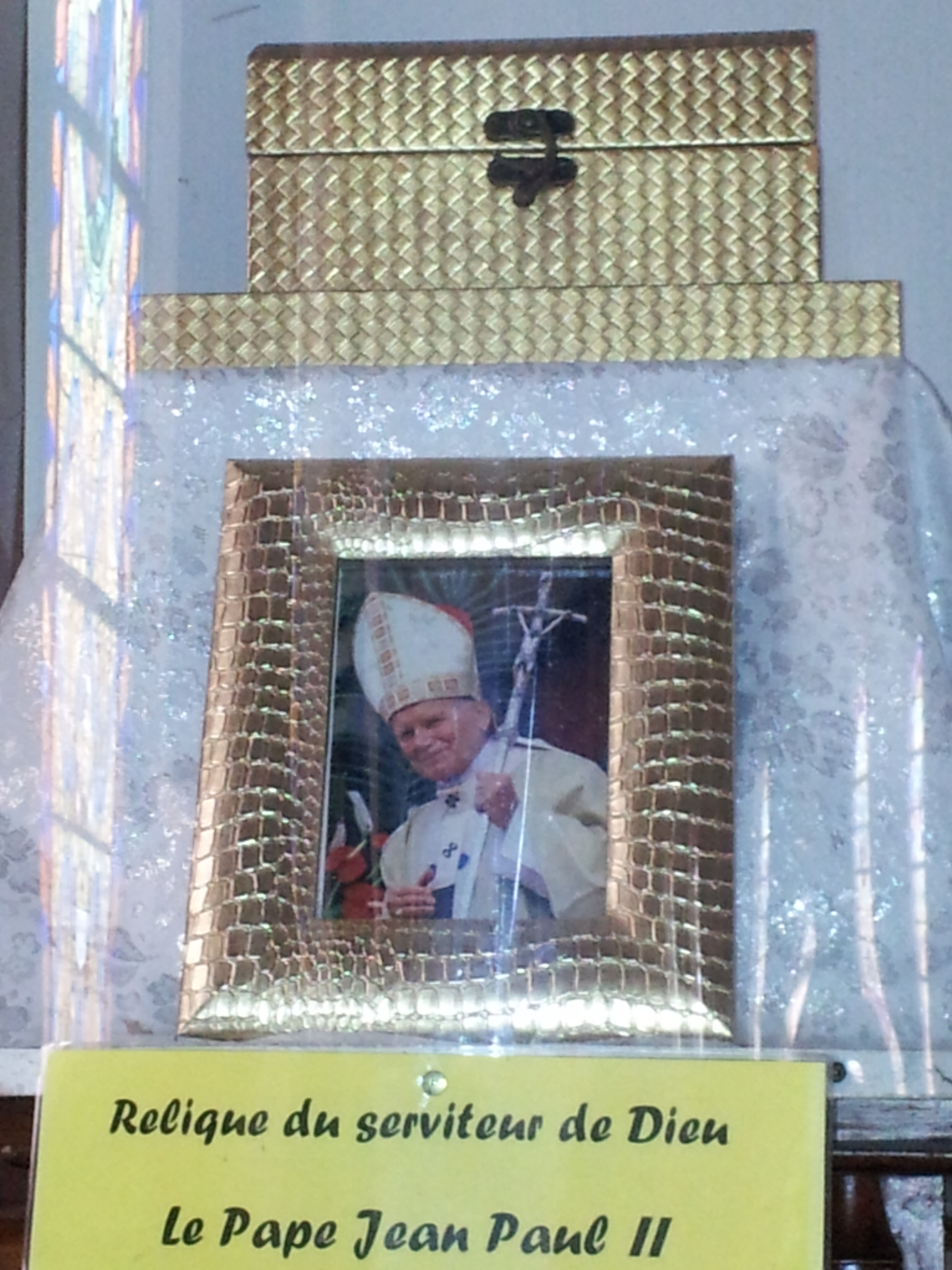
Relique du pape Jean-Paul II.

### Trône de Notre-Dame de la Délivrande

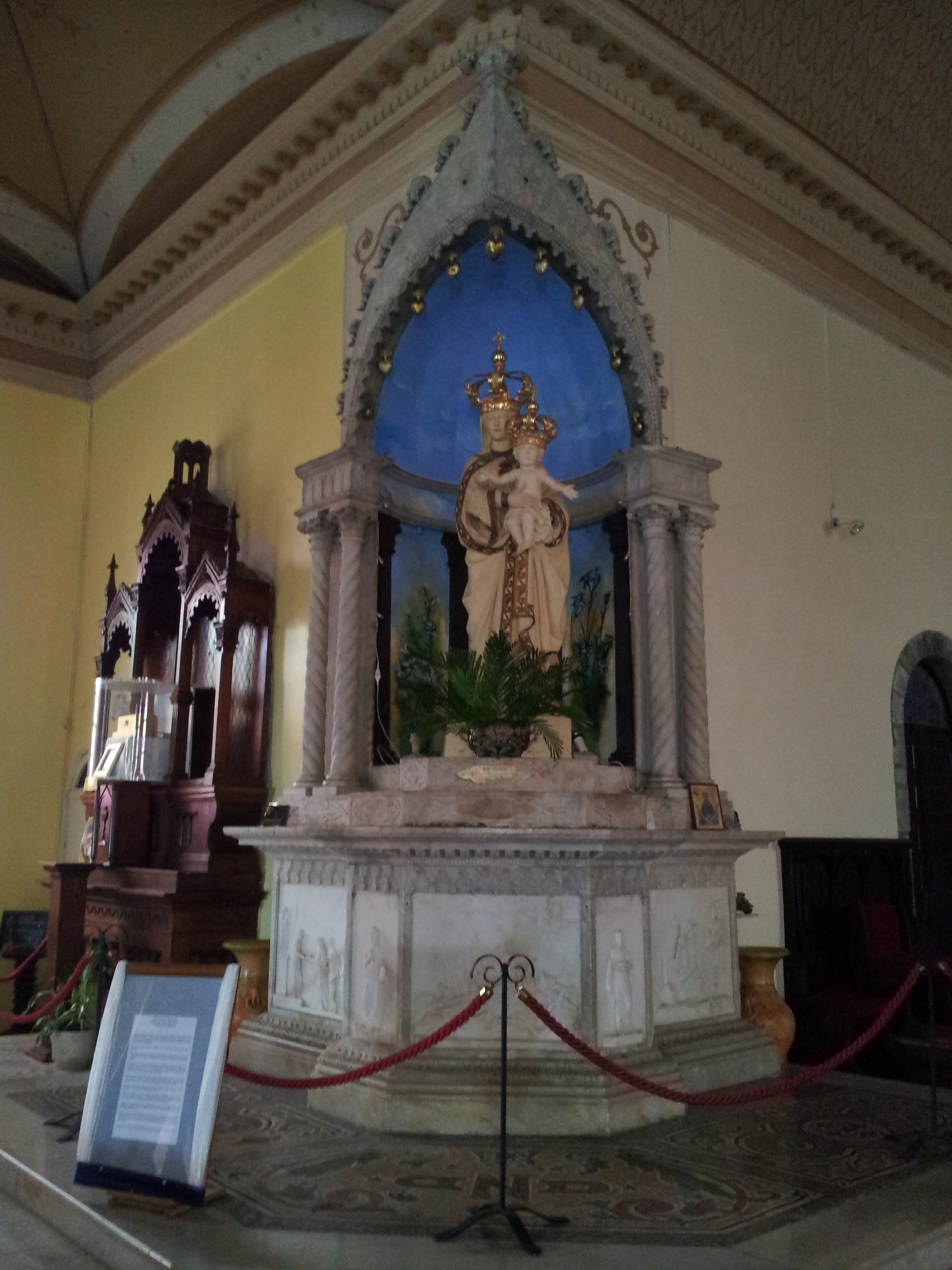
Notre-Dame de la Délivrande.

La statue de Notre-Dame de la Délivrande est commandée en 1851 à un artiste normand par Monseigneur le Herpeur et arrive à la Martinique en février 1853. 
Elle est couronnée par Monseigneur Poirier le 8 décembre 1868 et les couronnes, bénies par le pape Pie IX, ont été envoyées de Rome.
Le piédestal est réalisé quelques années plus tard, grâce à des dons affluant de nombreuses paroisses. 
Le trône en marbre de Carrare qui entoure la statue est commandé en Italie et inauguré en 1870.

### Vitraux
Les vitraux, réalisés entre 1907 et 1912, représentent dans des médaillons des scènes de la vie de la Vierge Marie, comme la Visitation ou la Nativité, ainsi que des épisodes de la vie du sanctuaire, comme la cérémonie de couronnement de la statue de Notre-Dame de la Délivrande en 1868. Au bas de chacun de ces vitraux sont représentées les armes des différents évêques de la Martinique ayant œuvré pour le sanctuaire et celles du pape Pie IX qui a béni la couronne de la Vierge.

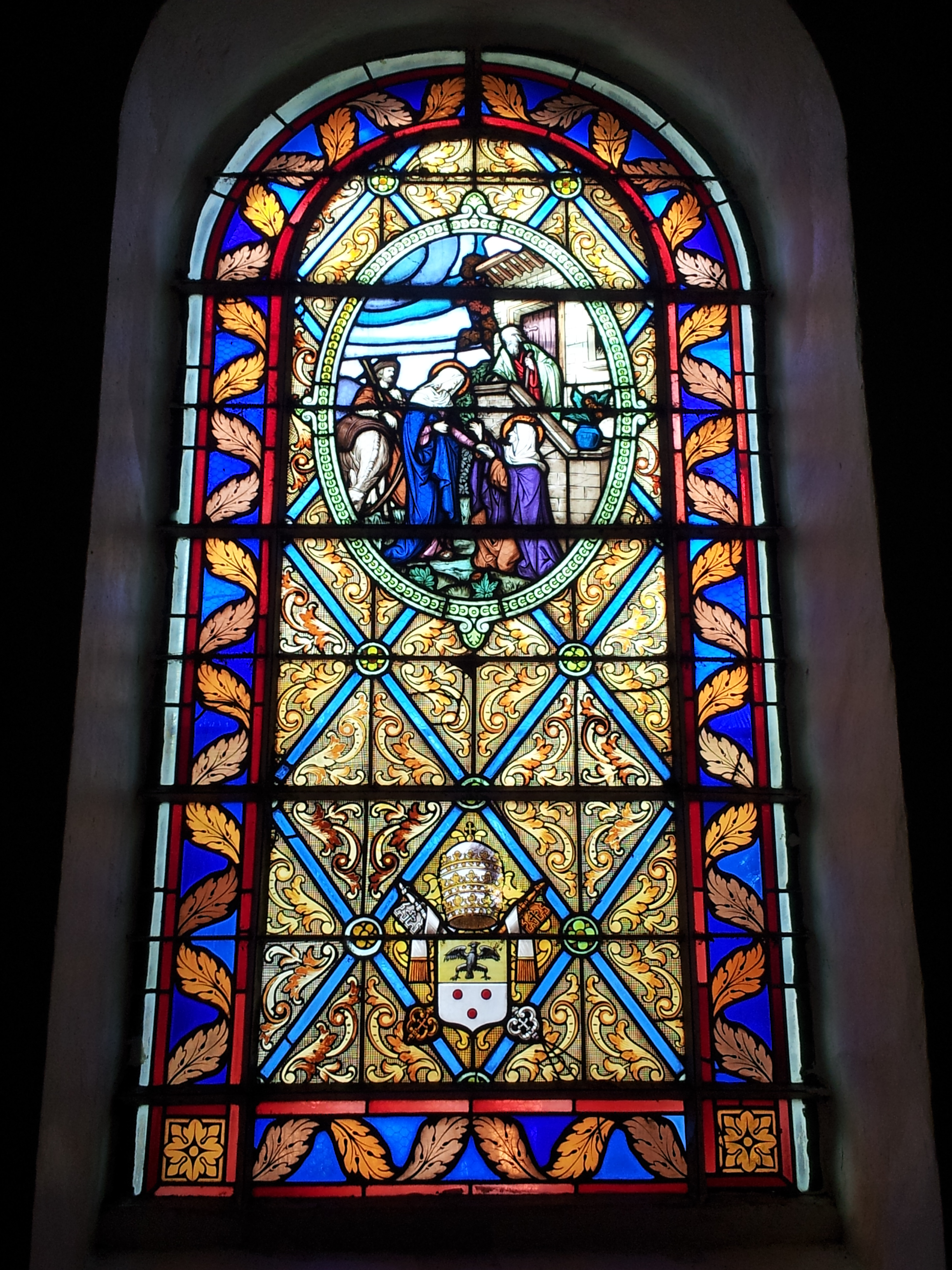
Vitrail de la Visitation avec les armes du pape.
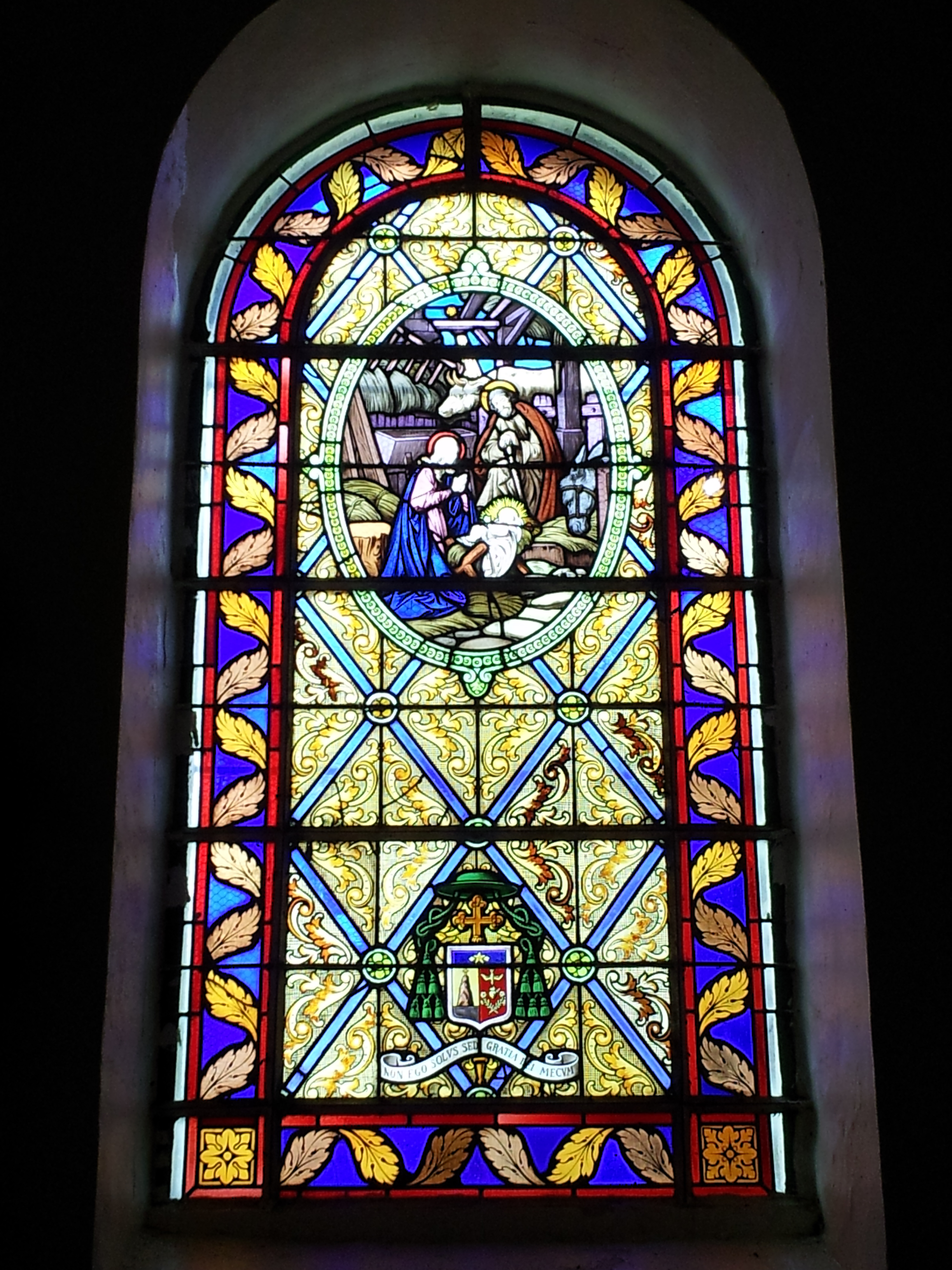
Vitrail de la Nativité avec les armes de l'évêque.

### Orgues

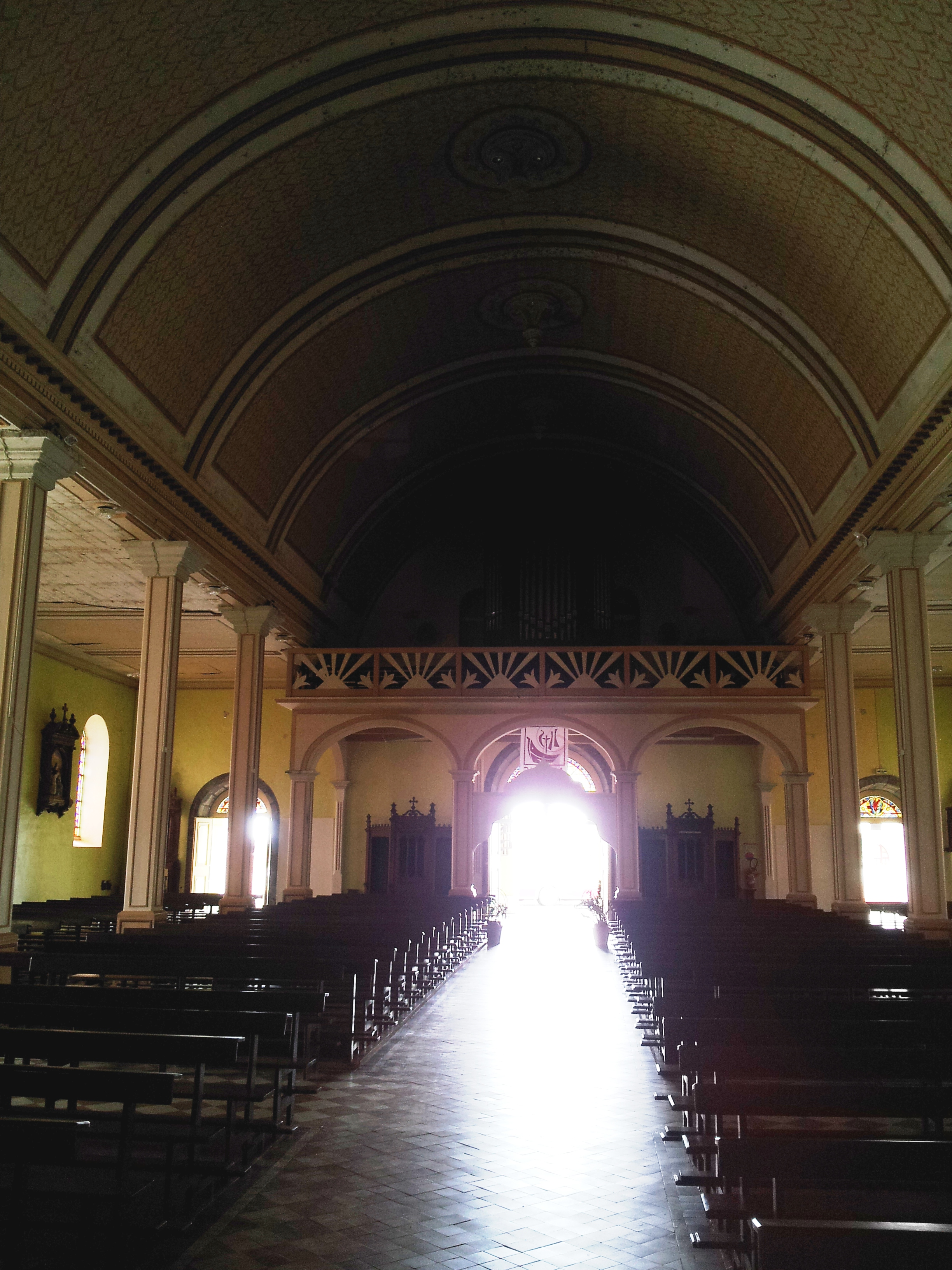
Intérieur de l'église et tribune d'orgue.

Le facteur d'orgue Henri Didier réalise un orgue à deux claviers disposés en console « récit expressif (56 notes) et grand-orgue (56 notes) », ayant chacun leur sommier à double laye, pour l'église Notre-Dame-de-la-Délivrande du Morne-Rouge en 1886. L'instrument est expertisé par plusieurs organistes français de renom (MM. Romary Grosjean, de la cathédrale de Saint-Dié, Justin, de la cathédrale de Béziers, Bernard, de Saint-Christophe de Neufchâteau et Camille Martin, de Charmes[précision nécessaire]) dans les ateliers de Moyenmoutier avant son départ pour la Martinique. Il est inauguré et béni par Monseigneur Carméné, évêque de la Martinique, le 10 août 1886 et c'est l'abbé Cudennec, vicaire général et curé de la cathédrale de Saint-Pierre qui célèbre la messe. L'organiste de Fort-de-France, Charles Pornain, est aux claviers et a l'occasion de réjouir l'assistance en jouant des œuvres d'Alexandre Guilmant, de Charles-Marie Widor, de Camille Saint-Saëns et de Théodore Salomé. Alors que six harmoniums importants furent achetés en moins de quinze ans pour l'église, à la suite de leur dépérissement rapide causé par la grande humidité qui règne au Morne-Rouge, l'orgue d'Henri Didier est réalisé pour résister à l'humidité pernicieuse du climat. Ainsi, la soufflerie a tous ses plis rivés intérieurement et extérieurement par des bandes de cuivres ; toutes les pièces de bois employées ont été vernies et sont adhérentes les unes aux autres par un collage spécial, lubrifié ensuite au moyen d'un vernis de résine ; de plus toutes les pièces collées sont vissées par le moyen de vis en cuivre. Tous les ferrements de l'orgue et du buffet sont galvanisés. Le buffet, en chêne massif de choix, est fort gracieux et encadre parfaitement l'instrument : il est l'œuvre de M. Eugène Vallin, architecte à Nancy.
L'orgue est détruit avec l'église par l'ouragan de 1891. En 1897, la reconstruction de l'édifice était achevée mais, endommagé par l'éruption de 1902, il dut à nouveau être rebâti entre 1907 et 1912. 
Par la suite, un autre orgue d'Henri Didier provenant de la cathédrale de Fort-de-France y est installé en 1922, à l'occasion de la pose de l'orgue Mutin à la cathédrale. Cet orgue a ensuite été transformé par la Maison Laval-Thivolle avec la pose d'une peinture grise industrielle sur la façade et le remplacement de la soufflerie par un réservoir à charge flottante. La restauration de cet instrument par Sébastien Fohrer en 2010 a nécessité de nombreuses heures de travail. Le facteur en a profité pour repolir la façade et remplacer le plaquage des claviers. La boîte expressive et certains panneaux ont dû être refaits entièrement car le bois de l'instrument avait été détruit à 40 % par les termites. La tribune elle-même était rongée et le plancher a du être reconstruit. Le pédalier moderne installé plusieurs années après les travaux de Laval-Thivolle et adapté avec plus ou moins de bonheur à la console pourtant déjà bien endommagée a été retiré et l'ancien pédalier de Didier retrouvé par Sébastien Fohrer dans le grenier de l'église a repris sa place.

## Pèlerinage diocésain
L'église Notre-Dame-de-la-Délivrande est le siège de la sainte patronne de la Martinique. De fait, chaque année, elle accueille, le 30 août, le pèlerinage diocésain au cours duquel pas moins de 20 000 personnes participent à ce moment fort de la vie catholique à la Martinique.

### Banques de données, dictionnaires et encyclopédies
- Ressource relative à la religion :   - Clochers de France
- Ressource relative à l'architecture :   - Mérimée